# Justo Cuervo

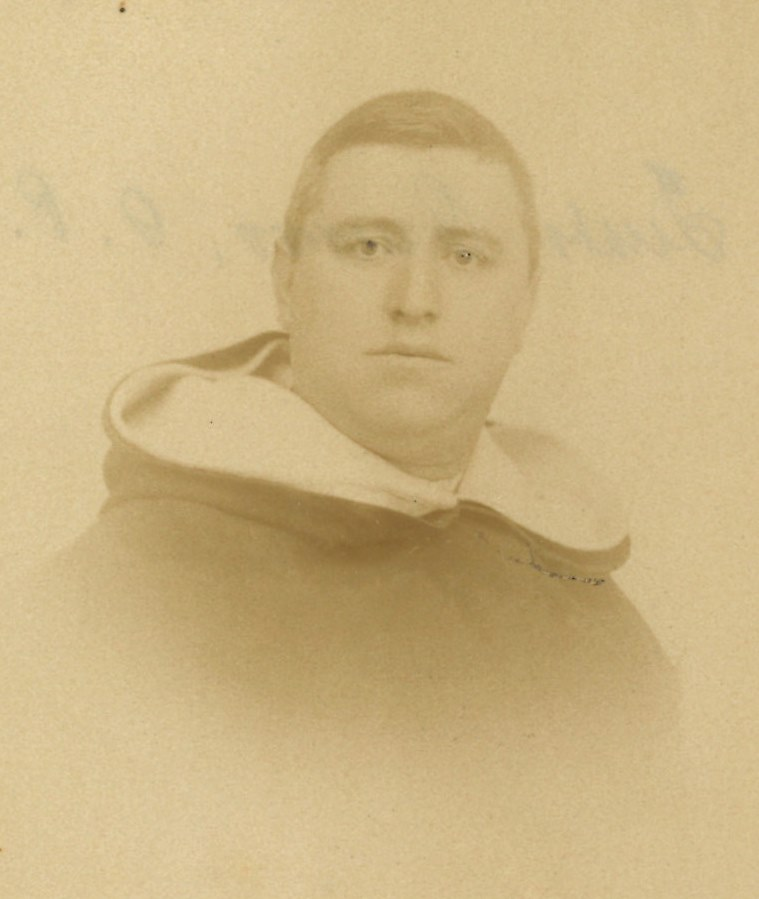
Fr. Justo Cuervo Arango, O. P. (1859-1921)

Justo Cuervo Arango, O.P., (Folgueras, Pravia, Asturias, 6 de julio de 1859 - Salamanca, 28 de diciembre de 1921) fue sacerdote, fraile dominico, catedrático, teólogo e historiador español. Fue académico de la Real Academia de la Historia.

## Biografía
Justo Cuervo Arango nació en 1859 en Folgueras, pueblo del municipio de Pravia (Asturias), siendo hijo de agricultores. Hay discusiones sobre se segundo apellido. Unos afirman que es "Arango", mientras otros sostienen que es "y Trelles". Por tanto, en algunos lugares aparece como Justo Cuervo Arango, mientras que en otros aparece como Justo Cuervo y Trelles.
Cursó la segunda enseñanza al Colegio de Los Cabos, trasladándose posteriormente al Colegio de Corias (Cangas del Narcea), donde ingresó en la Orden de Predicadores en el Convento de San Juan Bautista, tomando el hábito el 10 de septiembre de 1875. Hizo la profesión solemne un año después, en 1876. 
Cursa en el Convento de Corias sus estudios de Letras clásicas, Humanidades, Filosofía y Teología. Al terminar el último curso de Teología es enviado a Salamanca para continuar sus estudios en la Universidad de Salamanca, donde obtiene el título de licenciado en Filosofía y Letras. En 1884 fue ordenado sacerdote.
De 1885 a 1887 fue profesor de Historia universal y de francés en el Convento de Vergara (Gipúzcoa). En 1887 es enviado a Madrid para continuar sus estudios en la Universidad de Madrid, donde obtiene el doctorado en 1889 con una tesis titulada  El maestro Fr. Diego de Ojeda y la Cristiada. Ese año retomó la docencia en el Convento de Vergara. entre 1891 y 1892 fue profesor de Filosofía en el Convento de Corias. En 1892 se desplaza a Madrid como asistente con representación de la Orden a los actos con que se celebró la fecha del cuarto centenario del descubrimiento de América. Entre 1892 y 1893 fue profesor de Sagrada Escritura en el Convento de Corias. En 1894 ejerce el cargo de superior del Convento de San Pablo de Valladolid y un año después, en 1895 es nombrado rector del Studium generale del Convento de Corias, cargo que mantiene hasta 1898. Entre 1898 y 1910 se mueve entre Madrid y Valladolid. 
Fue prior del Convento-Santuario de Nuestra Señora de las Caldas de Besaya (Cantabria) de 1910 a 1912. Ese año es destinado al Convento de San Esteban de Salamanca, donde establece su residencia definitiva y donde ejerce como profesor de Historia de la Iglesia. En 1913 fue nombrado académico de la Real Academia de la Historia, institución que le concedió el Premio al Talento en 1920. Buena parte de su actividad como escritor e investigador se centró en el estudio de la vida y obra de Fray Luis de Granada, O.P.
Murió en Salamanca el 29 de diciembre de 1921.
Fue uno de los dominicos españoles -nacidos en la segunda mitad del siglo XIX o a principios del siglo XX- que se especializaron en estudios históricos, junto con Luis G. Alonso Getino, O.P., Venancio Carro, O.P., y Vicente Beltrán de Heredia, O.P.

## Reconocimientos y distinciones
- Académico de la Real Academia de la Historia (desde 1913).
- Premio al Talento de la Real Academia de la Historia (1920).

## Obras

### Libros:
- El maestro Fr. Diego de Ojeda y la Cristiada (Pravia, 1895, reimpresa en Madrid, 1898).
- Biografía de Fr. Luis de Granada con unos artículos literarios donde se demuestra que el venerable padre y no san Pedro de Alcántara es el verdadero y único autor del Libro de la Oración (Madrid, 1895).
- El monasterio de San Juan de Corias (Gijón, 1898, y segunda edición en Salamanca, 1915).
- Historiadores del convento de San Esteban de Salamanca (Salamanca, 1914-1915, 3 vols.).
- Fr. Luis de Granada y la Inquisición (Salamanca, 1915).
- Fr. Luis de Granada, verdadero y único autor del Libro de la Oración y Meditación (Madrid, 1919).

### Artículos:
- "Carranza y el Doctor Navarro", en: La Ciencia Tomista 6 (1913) 369-395.
- "Carranza y el Doctor Navarro", en: La Ciencia Tomista 7 (1913) 29-53, 398-427.